# Mitomicina
La mitomicina (nota anche come mitomicina C) è un antibiotico prodotto dallo Streptomyces caespitosus. La lettera che segue il nome serve a distinguerla dalle mitomicine A e B, le quali solo in particolari condizioni possono essere prodotte dallo S. caespitosus. Il farmaco trova impiego come antibiotico antineoplastico. La mitomicina è dotata di attività batteriostatica su batteri Gram + e Gram -, sulle rickettsie e su alcune specie di virus. Tuttavia in clinica è impiegata come agente alchilante che inibisce la divisione delle cellule tumorali, legandone il DNA e provocandone la frammentazione.

## Meccanismo di azione
Il farmaco è un antibiotico antineoplastico che agisce mediante un metabolita prodotto per alchilazione bioriduttiva. Nel corso di alcuni processi metabolici la mitomicina perde il gruppo metossilico, il gruppo chinonico viene ridotto ed i metaboliti risultanti vengono attivati. La mitomicina agisce favorendo il cross-linking del DNA e inibendone la sintesi. Un singolo cross-linking per genoma ha dimostrato di essere efficace nell'uccidere i batteri. L'attività di cross-linking è proporzionale al suo contenuto in guanina e in citosina. I due gruppi funzionali alchilanti (la catena laterale carbamato e il C-1 aziridinico) sono altamente reattivi e sensibili all'attacco nucleofilo del DNA.
La mitomicina agirebbe anche determinando la produzione di radicali superossidi e idrossilici. Questo ulteriore meccanismo giustifica la tossicità selettiva del farmaco per le cellule tumorali in condizioni di ipossia piuttosto che per quelle in condizioni aerobie. Il farmaco viene utilizzato generalmente per il trattamento di tumori ipossici, che grazie al basso contenuto di ossigeno non sono in grado di riportare la molecola dalla forma ridotta reattiva, a quella ossidata inattiva.
La mitomicina e i suoi metaboliti provocherebbero anche l'alchilazione del residuo O-6 della guanina, e in questo modo determinerebbero singole rotture nel DNA. Questo meccanismo di azione è molto più evidente ed efficace nella tarda fase G1 e all'inizio della fase S del ciclo cellulare. Il farmaco inoltre interferirebbe con l'RNA e la sintesi delle proteine.
La mitomicina è citotossica ma non selettiva per le cellule tumorali, risulta cioè citotossica anche per i tessuti normali. A causa di ciò, in analogia con altri agenti antineoplastici, si caratterizza per un basso indice terapeutico.

## Farmacocinetica
Dopo somministrazione in bolo endovena la mitomicina presenta una farmacocinetica dose-dipendente e si distribuisce rapidamente nel compartimento intracellulare. La rapida scomparsa dal plasma dopo somministrazione endovenosa di dosi elevate (superiori a 20 mg/m²) era stata messa in dubbio da alcuni studi. Si pensava che le capacità di metabolismo del farmaco potessero essere saturate. Recentemente è stata dimostrata la sua linearità a dosi fino a 60 mg/m². Nell'animale di laboratorio il farmaco raggiunge elevate concentrazioni nel rene, occhi, muscoli, polmoni, intestino e stomaco. La mitomicina nei tessuti tumorali raggiunge concentrazioni decisamente più elevate che in tessuti sani. L'emivita plasmatica è bifasica con una fase "a" di circa 5 minuti e una fase "b" di 54 minuti.
Il volume di distribuzione è di 0,35 L/kg. La mitomicina viene rapidamente inattivata dal fegato, ma anche da altri organi quali il rene, cervello, milza e cuore che contengono enzimi in grado di metabolizzare il farmaco. Dopo somministrazione endovenosa meno del 10% di una dose di farmaco viene escreto nelle urine come molecola attiva. La mitomicina viene anche escreta, in minima quantità, nella bile.

## Tossicità
Nel topo il valore della DL50 è di 5 mg/kg (o di 9 mg/kg) dopo somministrazione endovenosa.

## Usi clinici
La mitomicina viene impiegata per la terapia di alcuni tipi di neoplasie sia da sola, sia associata con altri farmaci. In particolare si usa nel trattamento palliativo di adenocarcinomi gastrici e pancreatici. Il farmaco è stato usato nei pazienti con tumori solidi di vescica, colon, retto, cute, cervice e mammella.
La mitomicina è stata impiegata anche nei pazienti con leucemie acute e croniche, nel linfoma di Hodgkin, nell'adenocarcinoma polmonare e nella carcinosi peritoneale.

## Effetti collaterali
La mitomicina può causare mielodepressione e, a dosi elevate, anche nefrotossicità. Questi effetti si verificano in particolare quando il farmaco viene usato in associazione con un agente alchilante. La mitomicina può talvolta causare tossicità del tratto gastrointestinale. Gli effetti citotossici del farmaco non sono ciclo-specifici e dovrebbero essere correlati alla durata della esposizione al farmaco. Tuttavia alcuni studi clinici hanno evidenziato che un trattamento intermittente può essere più efficace di trattamenti continuativi a basso dosaggio.
Solitamente la mielodepressione raggiunge il massimo circa 4 settimane dopo l'inizio del trattamento con mitomicina: è in questo periodo che il paziente manifesta grave leucopenia e trombocitopenia. I valori dei globuli bianchi e delle piastrine tornano alla normalità solamente 8 o 10 settimane dopo la somministrazione dell'ultima dose.
Si possono manifestare anche nausea, vomito, alopecia, febbre, dermatiti, stomatite, diarrea e, raramente, cardiotossicità. Dopo circa sei mesi di trattamento la mitomicina può indurre anemia emolitica microangiopatica, caratterizzata da insufficienza renale con anemia, trombocitopenia, ematuria, proteinuria, ipertensione arteriosa e disturbi neurologici. In qualche caso l'anemia emolitica microangiopatica è risultata fatale.

A livello polmonare raramente si possono osservare segni di tossicità quali emottisi, dispnea, tosse, broncospasmo, pneumoniti. La mitomicina è estremamente irritante e quando la soluzione stravasa nei tessuti può causare dolore, indurimento, lesioni ulcerative, parestesia e necrosi tissutale. Una severa contrattura della vescica e talvolta calcificazioni della parete vescicale, possono fare seguito all'instillazione del farmaco.

## Dosi terapeutiche
La mitomicina viene somministrata per via endovenosa. La dose iniziale è di 10–20 mg/m² (in un'unica somministrazione) per infusione endovenosa. Questa dose può essere ripetuta ogni 6-8 settimane. Alcuni autori suggeriscono di somministrate dosi refratte di 2 mg/m²/die per 5 giorni. Tali dosi debbono essere ripetute dopo un intervallo di 2 giorni. I cicli successivi prevedono aggiustamenti del dosaggio in relazione agli effetti del farmaco sul midollo osseo. Valori di leucociti inferiori a 3 000 per mm³ e di piastrine inferiori a 75 000 per mm³ sono una chiara controindicazione alla esecuzione di un nuovo ciclo di trattamento. Il dosaggio può essere ridotto quando il farmaco viene somministrato in associazione con altri antineoplastici.
La mitomicina è stata impiegata anche per instillazione vescicale per il trattamento dei tumori della vescica, al dosaggio di 10–40 mg 1-3 volte la settimana. Il dosaggio scende a 4–10 mg 1-3 volte la settimana nella prevenzione dei tumori recidivanti.
Nei tumori del fegato il farmaco è stato somministrato per via intraarteriosa, qualche volta come infusione di microcapsule per ottenere embolizzazione localizzata.

## Controindicazioni
Il farmaco è controindicato nei pazienti con numero di piastrine inferiore a 75 000/mm³, leucociti inferiori a 3 000 mm³ e creatininemia superiore a 1,7 mg/dL. La mitomicina è inoltre controindicata nei soggetti con ipersensibilità nota al principio attivo e nei soggetti con gravi infezioni in atto. Altra controindicazione è rappresentata da alterazioni degli esami ematici quali prolungato tempo di protrombina o di sanguinamento e disturbi della coagulazione. Durante il trattamento con mitomicina, e per almeno 8 settimane dopo il termine della terapia, devono essere periodicamente monitorati i valori ematologici e si deve controllare la funzionalità renale e quella polmonare.

## Sovradosaggio
In caso di sovradosaggio il rischio principale è rappresentato dalla mielosoppressione.
È inoltre opportuno effettuare il monitoraggio cardiaco per 24-36 ore.

## Interazioni
Quando viene somministrata in associazione con la doxorubicina è stata descritta cardiotossicità sinergica, verosimilmente per la produzione di radicali liberi. L'associazione con nitrosouree, doxorubicina, vinblastina e vindesina incrementa la possibilità di danno polmonare.
Tutti i farmaci induttori degli enzimi metabolizzanti (ad esempio i barbiturici) e gli inibitori di tali enzimi (quali la cimetidina) possono alterare la farmacocinetica del farmaco e conseguentemente la sua attività antineoplastica e la sua tossicità per il paziente.

## Precauzioni di conservazione
La polvere di mitomicina per uso iniettivo deve essere conservata a temperatura inferiore ai 30 °C e superiore ai 15 °C e al riparo dalla luce diretta. Le soluzioni di mitomicina si degradano se sono miscelate con soluzioni acide. Alcuni studi hanno dimostrato che la sostanza è molto meno stabile nelle soluzioni di glucosio al 5% (48 ore a 25 °C) per uso iniettivo che in quelle di sodio cloruro allo 0,9%. Dopo che la mitomicina C è stata posta in soluzione è preferibile impiegare il farmaco entro 6 ore.